# La noia d'or
La noia d'or (original: Goldengirl) és una pel·lícula d'esports i de ciència-ficció estatunidenca de 1979 dirigida per Joseph Sargent, basada en la novel·la de ciència-ficció de 1977 del mateix títol de Peter Lear, pseudònim de Peter Lovesey. El guió va ser de John Kohn, amb música de Bill Conti. La pel·lícula és el debut a la pantalla de Susan Anton, que va protagonitzar el paper principal al costat de James Coburn.

## Argument
Un científic i metge neonazi anomenat Serafin ha desenvolupat una manera de crear un ésser humà físicament superior. Ho prova a la seva filla adoptiva, Goldine.
Des de petita, el pare de Goldine li ha injectat vitamines i hormones. Ara que ja ha crescut, és el moment de fer-li una prova. Serafin declara que la seva "Goldengirl" participarà i guanyarà tres curses als Jocs Olímpics d'estiu de 1980 a Moscou.
Per subvencionar la seva feina, Serafin ven accions del futur de la seva filla a un sindicat d'empresaris, que envien l'expert en marxandatge Dryden per vetllar pels seus interessos. El desenvolupament personal i emocional de Goldine, per la seva banda, queda en mans d'un psicòleg, el doctor Sammy Lee.
Goldine competeix a Moscou, amb resultats inesperats.

## Repartiment
- James Coburn com Dryden
- Susan Anton com Goldine
- Curt Jurgens com Serafin
- Harry Guardino com Valenti
- Ward Costello com Cobb
- Michael Lerner com Stenberg
- Leslie Caron com Dr. Sammy Lee
- John Newcombe com Armitage
- Robert Culp com Esselton
- Nicolas Coster com Dr. Dalton
- Sheila Wills com Jackson
- Jenny Sullivan com Dr. Walsh
- Bob Beamon com home de color

## Producció
Susan Anton va ser la guanyadora de Miss Califòrnia i la segona finalista del concurs de Miss Amèrica de 1969. Era més coneguda per protagonitzar i cantar en anuncis de televisió de Muriel Cigars. Anton va obtenir una nominació al Globus d'Or el 1980 a la millor estrella nova de l'any en una pel·lícula.
Les estrelles olímpiques d'atletisme Dwight Stones i Bob Beamon fan cameos a la pel·lícula, igual que el tennista australià John Newcombe.
La pel·lícula va recaptar dos terços del seu pressupost de 7 milions de dòlars mitjançant la venda anticipada dels drets de televisió; NBC planejava emetre una minisèrie ampliada de 184 minuts i en dues parts que s'emetria juntament amb la cobertura exclusiva de la cadena dels Jocs Olímpics de Moscou de 1980. Després que la participació dels Estats Units fos cancel·lada en protesta per la invasió soviètica de l'Afganistan, la NBC va ajornar l'emissió fins al 8 de gener de 1981 quan va emetre una versió de 117 minuts en una franja horària de tres hores.

## Recepció
Vincent Canby, de The New York Times, va qualificar la pel·lícula "una pel·lícula molt intel·ligent d'aquest tipus, escrita i dirigida amb el mateix estil enèrgic que va marcar l'anterior pel·lícula de Sargent Colossus: The Forbin Project ", així com "una pel·lícula concebuda i executada amb enginy". pel·lícula que, amb la cara més recta, aconsegueix satirizar el tipus de gran negoci que envolta avui l'anomenat esport amateur". Una ressenya a Variety deia: "'Goldengirl' és divertidament pobre... La culpa central de la pel·lícula és el personatge d'Anton, que sembla alternar entre robot, noia de camp i esquizofrènic. El seu debut a la pantalla és, en el millor dels casos, oblidable, amb Anton. fent poc per aclarir el guió desconcertant". Gene Siskel del Chicago Tribune va donar a la pel·lícula 1 estrella de 4 i va escriure: "La idea no és dolenta; fins i tot és plausible. Però el guió és risible. El metge i l'home de negocis són figures de dibuixos animats i temorosos; mai són especialment astuts ni amenaçadors. Només James Coburn com a agent de publicitat aporta credibilitat a un paper. I això no s'aconsegueix amb res escrit per a Coburn; simplement es guanya la nostra bona voluntat a través del seu somriure contagiós". Kevin Thomas, de Los Angeles Times, va escriure que la pel·lícula "comença prou prometedora, però es desfà a la meitat... La pel·lícula és extremadament desigual, aconseguint una escena punyent aquí i allà només per tenir el seu efecte anul·lat per una gració involuntària. línia de diàleg o una caracterització inconsistent". Gary Arnold de The Washington Post va escriure que "la continuïtat és tan contundent que no es pot estar segur del que els cineastes volien que signifiqués la història. Les línies més intel·ligents i les situacions més efectives suggereixen una polèmica entretinguda sobre una explotació ruïnosa i sense escrúpols. Però el concepte sembla haver estat víctima d'una combinació de peus freds, propòsits creuats i edició desesperada d'última hora, que va eliminar peces substancials d'exposició juntament amb una jugadora important, Jessica Walter, que encara apareix als crèdits". Jack Kroll va escriure a Newsweek : " Goldengirl busca una bona idea d'història, o diverses idees bones per a la història... Una pel·lícula que podria haver tingut l'emoció de la competició olímpica i la diversió dels hàbils fundadors de ciència-ficció en escenes de deixalleria. La direcció pesada de Joseph Sargent i una edició incòmode que aparentment va eliminar una escena fonamental que mostrava els antecedents de Serafin en l'experimentació mèdica de tipus nazi".
La pel·lícula va ser un fracàs de taquilla, guanyant 3 milions de dòlars contra un pressupost de 7 milions de dòlars.